# كلير ماكناب
كلير ماكناب (بالإنجليزية: Claire McNab)‏ (و. أغسطس 1940  م) هي روائية، وكاتِبة، وكاتبة للأطفال، وكاتبة خيال علمي أسترالية، ولدت في ملبورن.